# In Another Land
"In Another Land"는 영국의 록 밴드인 롤링 스톤스의 곡이다. 1967년 발매한 앨범 《Their Satanic Majesties Request》에 수록되어 있다. 빌 와이먼이 작사와 작곡하고 노래 불렀다.